# روابط اسرائیل و سودان جنوبی
روابط اسرائیل و سودان جنوبی اشاره به روابط دو جانبه بین دولت اسرائیل و جمهوری سودان جنوبی دارد.
اسرائیل سودان جنوبی را در ۱۰ ژوئیه ۲۰۱۱، یک روز پس از آن که سودان جنوبی به یک کشور مستقل تبدیل شد، به رسمیت شناخت. در ۱۵ ژوئیه، سودان جنوبی اعلام کرد که قصد دارد روابط دیپلماتیک کاملی با اسرائیل داشته باشد. در ۲۸ ژوئیه، اسرائیل اعلام کرد که روابط کامل دیپلماتیک خود را با سودان جنوبی برقرار کرده‌است. در حال حاضر روابط عمدتاً اقتصادی است، گرچه جنبه سیاسی یک ویژگی جدایی ناپذیر است.

## تاریخ

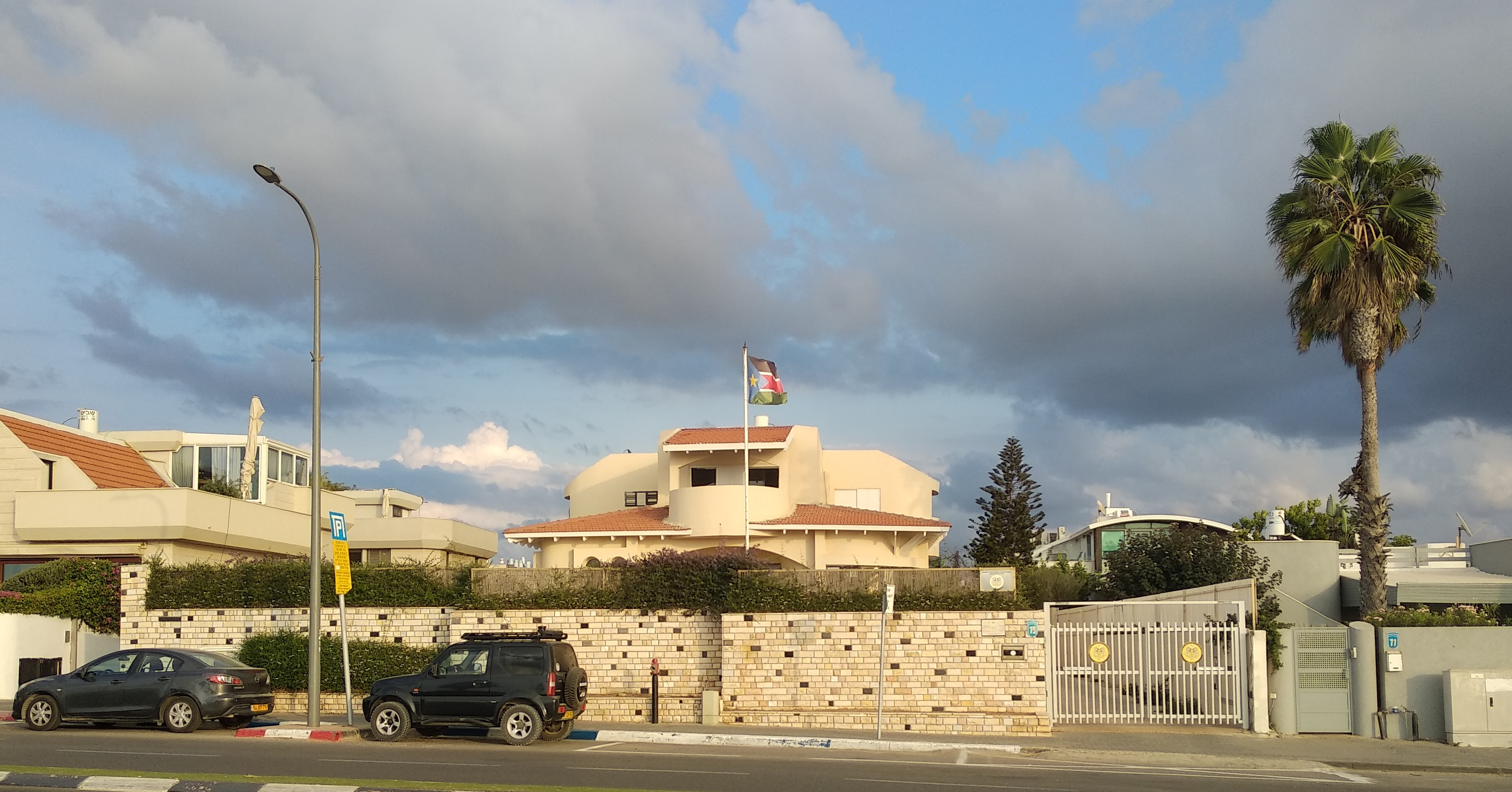
سفارت سودان جنوبی در هرتزلیا، اسرائیل

روابط این دو کشور در اواخر دهه ۱۹۶۰ آغاز شد، زمانی که رهبران ارتش آزادیبخش خلق سودان، با شورشی علیه دولت شمالی و تحت تأثیر پیروزی اسرائیل در جنگ شش روزه ۱۹۶۷، به اسرائیل رسیدند. دیدار از اسرائیل یک جرم قابل مجازات در سودان بود؛ بنابراین جنوبی‌ها روابط خود را با اسرائیل حفظ کردند. نمایندگان اسرائیل همچنین با رهبران منطقه ای سودان جنوبی دیدار و برنامه کمک در زمینه‌های کشاورزی و توسعه زیرساخت‌ها را آغاز کردند.